# Lynette Woodard
Lynette Woodard ([ˈwʊdɑːrd] ⓘ; * 12. August 1959 in Wichita, Kansas) ist eine ehemalige US-amerikanische Basketball-Spielerin. Woodard spielte College-Basketball an der University of Kansas, wo sie in vier Jahren mit insgesamt 3.649 Punkten den bis heute gültigen Karriererekord der NCAA für Punkte aufstellte. Vor ihrer Profikarriere wurde Woodard zweimal in die Olympiaauswahl der Vereinigten Staaten aufgenommen. Sie gewann Gold bei den Olympischen Spielen 1984 in Los Angeles. 1985 wurde Woodward als erste Frau überhaupt Mitglied eines Männerteams im Profibasketball, als sie einen Vertrag bei den Harlem Globetrotters unterzeichnete. In der Folge spielte sie zwischen 1987 und 1999 für Profimannschaften in Italien und Japan sowie kurz vor ihrem aktiven Karriereende für die Cleveland Rockers und Detroit Shock in der WNBA. Für ihre Leistungen wurde Woodard 2004 in die Naismith Memorial Basketball Hall of Fame aufgenommen. 2005 folgte die Aufnahme in die Women’s Basketball Hall of Fame.

## Kindheit und Jugend
Ihre ersten Wurfversuche machte Lynette Woodard als Kind mit ausgestopften Socken. Der zwei Jahre älterer Bruder Darrel rollte dafür regelmäßig mehrere Paare zusammen, um dann mit seiner Schwester quer durch das elterliche Haus zu rennen und dabei auf Türen, Mülleimer und andere Objekte als Korbersatz zu werfen. Nachdem die Kinder schließlich jeden Tag auf diese Weise Basketballspiele simulierten und sich sogar mit einem Wecker Spielzeiten setzten, kauften die Eltern eine Korbanlage und schickten beide zum Spielen nach draußen. Ihr älterer Bruder erwies sich in der Folge als einzige Möglichkeit für Woodard, mit anderen zusammen Basketball zu spielen. Mädchen wurde zur damaligen Zeit unter anderem kein Zugang zu Trainingshallen gewährt, so dass Woodard regelmäßig ihren Bruder bat, mit ihm und seinen Freunden spielen zu dürfen. Nachdem ein Nachbar Zeuge wurde, wie Woodard das Mitspielen eines Tages verwehrt blieb, weil sie ein Mädchen war, schenkte er ihr ihren ersten eigenen Basketball. Mit dem Besitz des Balles stiegen Woodards Chancen, regelmäßig mit Anderen zu spielen.
Bald fiel Spielern in der örtlichen Gemeinde Woodards Talent auf, was oftmals in dem Urteil Ausdruck fand, dass sie „so gut wie die Jungs“ spielen würde. Als Teenager in den unteren Jahrgängen ihrer High School erregte Woodard dann das Interesse des Mannschaftstrainers einer benachbarten Schule. Er bot ihr an, Mitglied des Teams zu werden. Woodard lehnte jedoch mit der Begründung ab, noch üben zu müssen, und verschob ihren Wechsel zur Mannschaft der Wichita North High um ein Jahr. Als prägende Faktoren ihrer Kindheit in Kansas bezeichnet Woodard den Zusammenhalt der Gemeinde und innerhalb ihrer Familie sowie die örtliche Kirche.

## Amateurkarriere

### High School
Als Mitglied der Auswahlmannschaft der Wichita North High erreichte Woodard in drei Spielzeiten eine Gesamtbilanz von 59 Siegen zu drei Niederlagen. 1975 und 1977 gewann das Team jeweils die High-School-Meisterschaften des Bundesstaates. Ebenfalls 1977 wurde Woodard für ihre Leistungen als All-American ausgezeichnet. Im gleichen Jahr machte Woodard außerdem ihren Abschluss und wechselte anschließend zur University of Kansas. Obwohl Woodard nur drei statt vier Spieljahre an ihrer High School absolvierte und die Mannschaft in ihrem ersten Jahr lediglich acht Partien spielte, ist Woodards Punkterekord von 1.648 bis heute ungebrochen.

### College
Von 1978 bis 1981 spielte Woodard für die Kansas Jayhawks der University of Kansas. Sie etablierte sich umgehend als vielseitige Spitzenspielerin, was sie unter anderem durch Topplatzierungen in verschiedenen statistischen Kategorien untermauerte. So führte sie die landesweite Statistik für Steals allein dreimal zwischen 1979 und 1981 an, wurde beste Punktesammlerin im Jahr 1979 sowie erfolgreichste Rebounderin ein Jahr zuvor.
Aufgrund ihrer Leistungen wurde Woodard 1979 in den Kader der US-Damenmannschaft im Basketball für die Universiade, die Weltsportspiele der Studenten, berufen. Im ersten Spiel gegen die Mannschaft aus Costa Rica führte Woodard alle Spielerinnen mit 27 erzielten Punkten an. Es gelang ihr im Anschluss, sich hinter Carol Blazejowski, die wie Woodard später in die Naismith Memorial Basketball Hall of Fame berufen werden sollte, und Tara Heiss als Teil des offensiven Kerntrios der Mannschaft zu etablieren. Im Finale gegen die Mannschaft aus Kuba waren Woodard und Blazejowski mit jeweils 11 Punkten im zweiten Durchgang maßgeblich für den Titelgewinn der USA verantwortlich. Im darauffolgenden Jahr qualifizierte sich Woodard für die Auswahl, die vom US-amerikanischen Verband zu den Olympischen Spielen 1980 in Moskau entsandt werden sollte. Die Teilnahme Woodards und der gesamten Mannschaft wurde jedoch durch den politisch motivierten Boykott der Spiele durch die USA verhindert.
In jedem ihrer vier College-Jahre wurde Woodard als All-American ausgezeichnet. Neben zahlreichen anderen Ehrungen erhielt sie von 1979 bis 1981 dreimal in Folge die Auszeichnung als wertvollste Spielerin (MVP) des Big 8-Turniers. Bei einem Karrierschnitt von 26,3 Punkten in ihrer Collegekarriere und erzielte Woodard bis 1981 insgesamt 3649 Punkte. Diese Punkteausbeute bedeutete nicht nur einen Rekord in der damaligen Association for Intercollegiate Athletics for Women (AIAW). Bis heute wurde Woodards Karrierepunktzahl auch in der National Collegiate Athletic Association (NCAA) nicht gebrochen, die ab 1982 das AIAW-Damenturnier mit einem eigenen Turnier, der NCAA Division I Women’s Basketball Championship ersetzte. Tatsächlich hat lediglich Pete Maravich mehr Punkte in der Geschichte des US-Collegebasketballs erzielt als Lynette Woodard, womit sie von Maravich abgesehen mehr Punkte als jeder andere weibliche oder männliche Spieler verbucht hat.
1981 beendete Woodard ihre Collegezeit mit einem Abschluss in Sprachkommunikation und im Besitz von 24 der 32 registrierten Schulrekorde im Basketball an der University of Kansas. In 139 absolvierten Partien hatte sie 138 Mal zweistellig gepunktet. Zu Woodards Ehren sperrte die University of Kansas ihre Trikotnummer 30 für die zukünftige Vergabe. Sie war das erste weibliche Mannschaftsmitglied, dem diese Ehrung zuteilwurde.

### Nationalmannschaft

#### 1981–1983
Woodard spielte im Jahr 1981 kurzzeitig für ein italienisches Profiteam, kehrte aber wenig später in die USA zurück. Dort wurde sie als ehrenamtliche Assistenztrainer sowie als akademische Beraterin an ihrer Alma Mater in Kansas tätig. Organisierten Basketball spielte sie lediglich in den Sommerphasen, in denen sie sich als Eckpfeiler des Damennationalteams etablieren konnte.
Im Juli des Jahres 1983 nahm Woodard mit der US-Nationalmannschaft an den Damenweltmeisterschaften in Brasilien teil. Gegen den unerwartet starken Gegner aus China mussten sich die USA durch Freiwürfe in der Schlusssekunde in die Verlängerung retten, bevor ein 101:91-Sieg gelang. Woodard steuerte neben 17 Punkten 6 Steals bei. Im dritten Spiel des Turniers erzielte sie 18 Punkte, konnte aber die knappe Niederlage von 84:85 gegen die sowjetische Mannschaft nicht verhindern. Bis zum Halbfinale gegen die Mannschaft aus Bulgarien gelangen dem US-Team schließlich jeweils ungefährdet deutliche Siege. Ohne weitere Niederlage konnte die Mannschaft trotz der Vorrundenniederlage das Finale erreichen. Das Rückspiel gegen die Sowjetunion um die Goldmedaille ging jedoch mit 82 zu 84 Punkten verloren. Die USA gewannen Silber. Woodard erreichte einen Turnierschnitt von 16,3 Punkten und war damit zweitbeste Punktesammlerin ihres Teams nach Cheryl Miller (17,6 Punkte). Mit 9 Punkten im Halbfinale und 14 Punkten im Finale blieb Woodard jedoch unter ihren offensiven Möglichkeiten.
Nur einen Monat später wurde die Mannschaft zu den neunten Panamerikanischen Spielen in Venezuelas Hauptstadt Caracas entsandt. Die USA gewannen die Goldmedaille ungefährdet, nachdem sie unter anderem in den ersten beiden Turnierrunden erst gar nicht spielen mussten, weil die gegnerischen Mannschaften nicht antraten. Die umkämpfteste Partie entschieden die USA mit 87:79 Punkten gegen Kanada für sich, angeführt von 22 Punkten Woodards. Im Finalsieg über Puerto Rico steuerte Woodard mit 20 Punkten ebenfalls die meisten Zähler zum Endstand von 112:65 bei. Sie beendete das Turnier mit 19,0 Punkten pro Spiel nur knapp hinter der Topscorerin Cheryl Miller (19,8).

#### Olympische Sommerspiele 1984
Im Jahr nach der siegreichen Teilnahme an den Panamerikanischen Spielen stellte sich Woodard auch den Vorauswahlen für den Olympiakader. Sie erhielt einen Platz in der Startaufstellung der Mannschaft und wurde zur Spielführerin ernannt, gemeinsam mit Cheryl Miller. Im Gegensatz zu den teilweise umkämpften Wegen zu den Gold- und Silberplatzierungen im Jahr 1983 gewannen die USA alle sechs Ansetzungen des olympischen Turniers mit großem Vorsprung. Der durchschnittliche Punkteabstand zu den Gegnern betrug 32,7. Die Offensivleistung verteilte sich gleichmäßig auf die gesamte Mannschaft, mit Woodard als zweitbester Punktesammlerin hinter Miller mit 16,5 Punkten pro Spiel. In sechs Spielen erzielte Woodard 10,5 Punkte und 4,0 Rebounds im Schnitt, bei einer Feldwurfquote von 46,3 Prozent.

#### Weltmeisterschaften und Goodwill Games 1990
Nachdem Woodard 1985 von den Harlem Globetrotters als Profispielerin unter Vertrag genommen worden war, führte sie ihre Nationalmannschaftskarriere erst 1990 wieder in ein US-Auswahlteam. Mit 30 Jahren war sie älteste Spielerin beim Titelgewinn der USA bei den Weltmeisterschaften 1990 in Malaysia. Nur neun Tage später traten die USA beim Basketballturnier der Goodwill Games im heimischen Seattle an. Obwohl Woodard in der Auftaktpartie gegen Südkorea nur von der Bank kam, verhalf sie mit zehn Punkten kurz vor Ende der ersten Halbzeit, einen unerwarteten Rückstand der geschwächten Mannschaft aufzuholen. Die USA gewannen die Partie schließlich deutlich und sicherten sich in der Folge durch vier weitere Siege die Goldmedaille. Woodard erzielte in fünf Einsätzen durchschnittlich 8,6 Punkte pro Spiel.

## Profikarriere

### 1985–1987 Harlem Globetrotters
Nach dem Ende ihrer Collegekarriere galt Woodard als sicherer Neuzugang für die Profiliga WBL. Dort kam es allerdings zu keinem einzigen Einsatz, da die Liga 1981 den Betrieb einstellen musste. Woodard siedelte stattdessen nach Übersee um, um für die Kleinstadtmannschaft von Schio in der italienischen Damenliga zu spielen. Obwohl sie mit durchschnittlich 31 Punkten beste Korbjägerin der Saison 1981/82 wurde und ihre Mannschaft zum ersten Meistertitel führen konnte, fühlte sich Woodard in Italien unwohl und isoliert, so dass sie nach nur zwei Spielzeiten zurück in die USA kehrte. Ohne Chance, dort professionell Basketball spielen zu können, beschäftigte sich Woodard erst nach dem Olympiasieg 1984 wieder ernsthaft mit der Perspektive, den Sport beruflich auszuüben. Per Brief fragte sie ihren Cousin Hubert Ausbie, der Mitglied der Harlem Globetrotters war, was er von der Idee halten würde, wenn sie sich als weibliches Teammitglied der Showtruppe bewerben würde. Nachdem er ihr nicht antwortete, kontaktierte ihn Woodard telefonisch: Ausbie gab ihr zu verstehen, dass er nicht daran glaubte, dass die Mannschaft oder das Management zu solch einem Schritt bereit wären. Nur sechs Wochen später las Woodard jedoch in der Zeitung davon, dass die Globetrotters tatsächlich ein Auswahlverfahren für ein weibliches Mannschaftsmitglied beginnen wollten.
In den finalen Runden des Auswahlverfahrens tat sich Woodard unter insgesamt 18 Kandidatinnen hervor. Unter den letzten neun Kandidatinnen entschied sich bei einem zweiten Vorspielen die Wahl. Woodard hatte sich wochenlang mit Ausdauer-, Sprint- und Gewichtstraining vorbereitet. Als älteste aller Kandidaten erhielt sie schließlich einen Vierjahresvertrag, der ihr im ersten Jahr 35.000 US-Dollar garantierte. Die offizielle Entscheidung für Woodard fiel am 7. Oktober 1985 und damit nur wenige Wochen, nachdem ihr Cousin Ausbie nach 24 Jahren als Mannschaftsmitglied der Globetrotters nicht mehr für das Team berücksichtigt wurde. Ausbie verklagte die Globetrotters in der Folge wegen Vertragsbruch. Er gab zu Protokoll, das Management habe Woodard in die Mannschaft genommen, aber ihn und den ebenfalls entlassenen Mitspieler Curley Neal dafür entlassen.
Unter den Spielern der Globetrotters selbst wurde die Entscheidung des Managements, das Team um eine Frau zu erweitern, mit Skepsis aufgenommen. Hintergrund der Verpflichtung war es, die Zielgruppe der Showbasketballer um Frauen und weibliche Teenager zu erweitern. Nachdem die Mannschaft Woodard hatten spielen sehen, wurde sie schließlich von den Teammitgliedern akzeptiert. Für zwei Jahre tourte sie mit den Globetrotters als professionelle Basketballerin, bevor sie 1987 ihren Vertrag aufgrund gescheiterter Verhandlungen vorzeitig kündigte. Als Grund für ihren Ausstieg gab Woodard an, dass sie ihre Vertragsbedingungen als zu eng gefasst empfand, weil ihr unter anderem keine Werbeverträge gestattet waren.
Obwohl Woodards Engagement vorzeitig endete, läutete ihre Verpflichtung eine neue Ära für die Harlem Globetrotters ein. Das gestiegene öffentliche Interesse veranlasste die Mannschaft, bereits zum Saisonstart 1988 zwei weitere Profispielerinnen einzustellen. Zusätzlich wurde mit Nancy Lieberman noch eine Starspielerin zum Dauergegner der Globetrotters geholt, den Washington Generals.

### 1987–1992 Internationale Karriere
Den Weggang von den Globetrotters nutzte Woodard, um als Spielerin nach Italien zurückzukehren. Dort gewann sie 1989 mit Enichem Priolo die italienische Meisterschaft. 1990 verließ sie Italien, um in Japan für Daiwa Securities zu spielen. 1992 konnte die Mannschaft mit Woodard einen Divisionstitel erringen. Im gleichen Jahr trat Woodard vom aktiven Basketball zurück.

### 1997–1999 Comeback in der WNBA
Im Alter von 37 Jahren kehrte Woodard noch einmal als Profispielerin für das Team der Cleveland Rockers in der neu formierten WNBA zurück. Sie konnte sich als eine der besten Verteidigerinnen der Liga profilieren und erzielte 1998 im Schnitt 1,64 Steals pro Spiel. 1999 trat sie nach einem Gastspiel bei den Detroit Shock endgültig als Spielerin zurück. In der Folge wurde sie an der University of Kansas bis 2004 als Assistenz- und später Interimscheftrainerin tätig.